# 台灣國際藝術節
台灣國際藝術節（英語：Taiwan International Festival of Arts，TIFA），是台灣一年一度的藝術節慶，於每年春天由國家兩廳院所舉辦，創辦於2009年。2021年時也有影象裝置展，利用大型屏幕重現藝術作品。

## 簡介
台灣國際藝術節自2009年推出，於每年春天舉辦。

## 外部連結
- 官方网站